# Johnny Horton
John LaGale "Johnny" Horton (Los Angeles, 1925. április 30. – Milano, 1960. november 5.) Grammy-díjas amerikai country- és rockabilly énekes, zenész. Legismertebb száma, a The Battle of New Orleans legjobb country és western felvétel kategóriában Grammy-díjat nyert 1960-ban, 2001-ben pedig posztumusz elnyerte a Grammy Hírességek Csarnoka-díjat is. A When It's Springtime in Alaska című dala pedig első helyezést ért el a Billboard Hot 100 listán.
Horton dalai többnyire az amerikai történelmen és legendákon alapuló, népi stílusú balladák. Komoly sikereket ért el 1960-ban, a Sink the Bismarck, és a North to Alaska című számokkal, utóbbit John Wayne azonos című filmjében is felhasználtak. Horton 1960 novemberében, karrierjének csúcsán halt meg egy közúti balesetben. Halála után beválasztották a Rockabilly Hírességek Csarnokába, és a Louisianai Zenei Hírességek Csarnokába is.

## Életrajz

### Fiatalkora
John LaGale Horton a kaliforniai Los Angelesben született, John Loly Horton (1889–1959) és Ella Claudia Robinson (1892–1966) ötödik gyermekeként. Gyermekkora nagy részét Rusk megyében, Texas államban töltötte. Családja gyakran látogatott el Kaliforniába, ilyenkor szülei egy gyümölcsfeldolgozó üzemben tevékenykedtek. A texasi gallatin-i középiskola elvégzése után 1944-ben Horton Jacksonville-be ment a Lon Morris Collegebe, ahol ösztöndíjjal tanult. Ezután a Seattle-i Egyetem, majd a texasi Baylor Egyetem hallgatója is volt, de egyiket sem fejezte be.
Horton hamarosan visszatért Kaliforniába, ahol munkát kapott a Selznick International Pictures postai osztályán. Itt ismerte meg első feleségét, Donna Cookot, aki akkor a stúdióban dolgozott titkárnőként. 1948-ban rövid ideig geológiai tanulmányokat folytatott, majd az aranyláz idején Alaszkába utazott, hogy aranyat keressen. Ebben az időszakban kezdett el dalokat írni. Visszatérve délre, megnyert egy tehetségkutató versenyt Hendersonban, Texasban. Ez az eredmény arra ösztönözte, hogy visszatérjen Kaliforniába, és folytassa zenei karrierjét.
Hamarosan tévéműsorokban kezdett szerepelni, ekkor kapta a Singing Fisherman becenevet is. Ekkor már elkezdett kislemezeket kiadni a Cormac Records-nál, 1952-re már tízet megjelentetett, nagy sikerrel. Ekkor házasodott meg először, Donna Cook-kal. Nem született gyermekük, és egy évvel később, 1953-ban elváltak.
Ekkoriban Horton rendszeresen megjelent a Louisiana Hayride című tévéműsorban, így ő és Donna a Louisiana állambeli Shreveportba költözött, ahol a műsor felvétele zajlott. Szerződést kötött a Mercury Records-szal, és elkezdte a felvételt. Első dalai a First Train Headin' South, és a The Devil Sent Me You voltak. Horton ezután beállt egy zenekarba, és a The Rowley Trio néven kezdtek turnézni (Az együttes nevét később Roadrunnersre változtatták). A csoportban Horton volt az énekes, Jerry Rowley a hegedűs, felesége, Evelyn a zongorán, és nővére Vera a gitáron játszott.
1953. szeptember 26-án Horton feleségül vette Billie Jean Jonest, Hank Williams özvegyét. Mivel szerződése a Mercury-val 1954-ben lejárt, így a Columbia Recordsszal kötött újat, és emiatt Nashville-be (Tennessee) költözött feleségével. Elvis Presley munkája nagy hatással volt rá, és emiatt ő is belekezdett a rockabilly stílusba.

### A Honky-Tonk Man, és későbbi karrier
A Honky-Tonk Man című dalt 1956. január 11-én rögzítették a Nashville-i Bradley Film & Recording Studios-ban. A dal szinte azonnal sláger lett, a kritikusok is pozitívan fogadták a dalt, és elismerően szóltak Hortonról. A szám a kilencedik helyre került az amerikai bestsellerlistán. Horton a következő években főleg az Egyesült Államokban és Kanadában turnézott, későbbi lemezei is sikeresek voltak, élmezőnybe kerülve a listákon.
Később nagy sikert aratott a The Battle of New Orleans című dallal (Jimmy Driftwood írta), amely 1960-ban elnyerte a Grammy-díjat legjobb country és western felvétel kategóriában, majd 2001-ben a Grammy Hírességek Csarnoka-díjat is megkapta. A dal az 1815-ös new orleans-i csata történetét meséli el. Ugyanebben az évben Johnny Horton két további sikeres dalt jelentetett meg: A North to Alaska, amit John Wayne filmjéhez használtak fel, illetve a Sink the Bismarck, amit az azonos című dokumentumfilm apropóján írt, és ami a Bismarck német csatahajóról szól.

### Halála
1960. november 4–5-én éjszaka Horton és két másik zenekar tag, Tommy Tomlinson és Tillman Franks Austinból Shreveportba tartottak Horton saját autójával, amikor Texasban, Milano település közelében egy hídon teherautóval ütköztek frontálisan. Horton a kórházba szállítás közben halt meg, a két utas súlyos sérülésekkel ugyan, de túlélték a szerencsétlenséget, a teherautó sofőrje úgyszintén.

Johnny Hortont november 8-án helyezték örök nyugalomra Shreveportban, a temetésén Johnny Cash mondott beszédet.

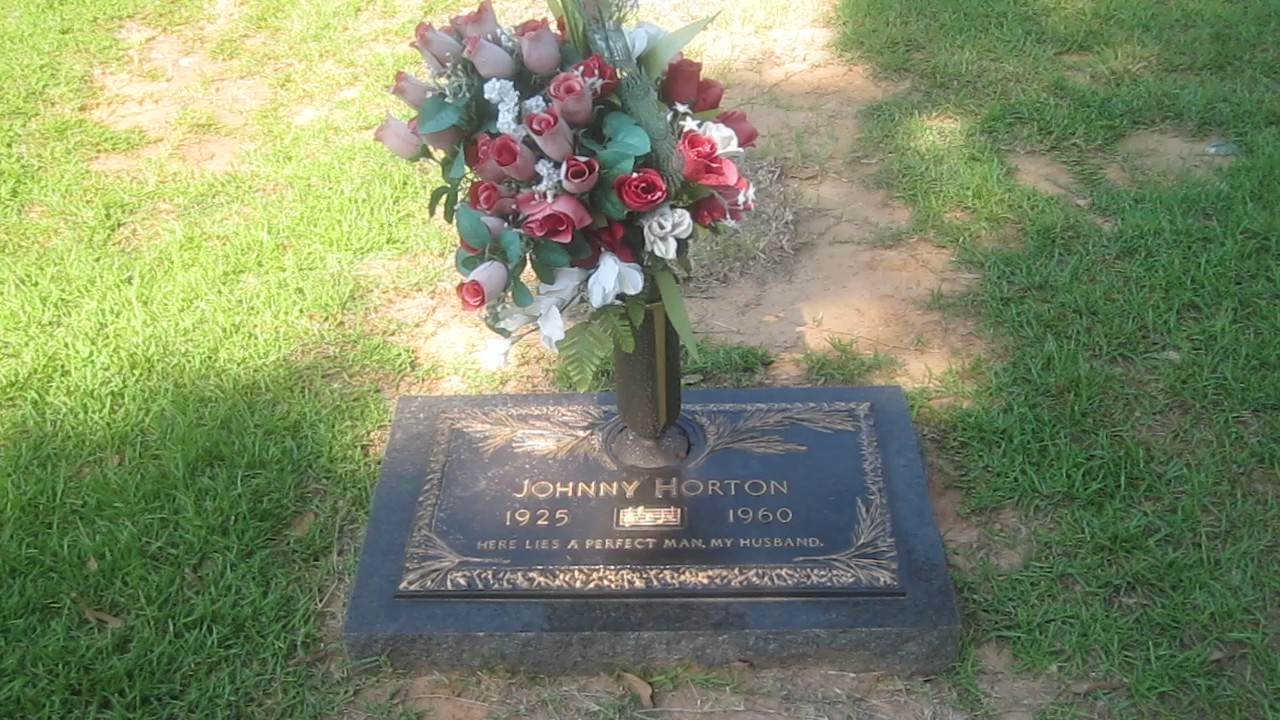
Johnny Horton sírja

Amikor Cash értesült a balesetről, azt mondta: „[…] bezártam magam a szálloda egyik bárjába, és sírtam. Johnny Horton jó barátom volt." Horton zenéit azóta is számtalanszor kiadták.

## Magánélete
Horton kétszer házasodott. Első házassága, Donna Cook-kal, válással végződött. 1953 szeptemberében feleségül vette Billie Jean Jonest, Hank Williams énekes özvegyét. Billie Jean-vel Hortonnak két lánya volt: Yanina (Nina) és Melody. Billie Jean lányát, Jeri Lynnt Horton törvényesen fogadta örökbe.

## Diszkográfia
- The Spectacular Johnny Horton (1959)
- Johnny Horton Makes History (1960)
- Greatest Hits (1961)
- Honky Tonk Man (1962)
- I Can't Forget You (1965)
- Johnny Horton On Stage (1967)
- The Unforgettable Johnny Horton (1968)
- On the Road (1970)
- The Legendary Johnny Horton (1970)
- The Battle of New Orleans (1971)
- The World of Johnny Horton (1971)

## Fordítás
Ez a szócikk részben vagy egészben  a   Johnny Horton című angol Wikipédia-szócikk ezen változatának fordításán alapul.  Az eredeti cikk szerkesztőit annak laptörténete sorolja fel. Ez a jelzés csupán a megfogalmazás eredetét és a szerzői jogokat jelzi, nem szolgál a cikkben szereplő információk forrásmegjelöléseként.

## További információ
- Johnny Horton a Facebookon
- Johnny Horton az Internet Movie Database-ben (angolul)